# Ordinariato militare in Australia
L'ordinariato militare in Australia è l'ordinariato militare della Chiesa cattolica per l'Australia. La sede è vacante.

## Territorio
Sede dell'ordinariato è la città di Canberra, dove funge da cattedrale la cappella di San Paolo.

## Storia
A partire dal 1912 Thomas Joseph Carr, arcivescovo di Melbourne, fu l'incaricato dei vescovi australiani per trattare con il ministero della difesa la nomina di cappellani militari. A lui fu delegata la nomina dei cappellani militari e nel 1913 divenne cappellano generale. Fino all'erezione del vicariato castrense l'incarico di cappellano generale fu confermato pro tempore dalla Santa Sede.
Il vicariato castrense dell'Australia fu eretto il 6 marzo 1969 con la bolla Summi pastoris di papa Paolo VI.
Il 16 luglio 1970, con la lettera apostolica Caelitum Regina, papa Paolo VI ha proclamato la Beata Maria Vergine, venerata con il titolo di Aiuto dei Cristiani, patrona principale del vicariato castrense australiano.
Il 21 aprile 1986 il vicariato castrense è stato elevato ad ordinariato militare con la bolla Spirituali militum curae di papa Giovanni Paolo II.
Il 1º giugno 1988 sono stati approvati dalla Congregazione per i vescovi gli statuti dell'ordinariato militare australiano, previsti dalla Spirituali militum curae.

## Cronotassi dei vescovi
Si omettono i periodi di sede vacante non superiori ai 2 anni o non storicamente accertati.
- Thomas Joseph Carr † (1912 - 6 maggio 1917 deceduto)
- Daniel Mannix † (6 maggio 1917 succeduto - 6 novembre 1963 deceduto)
- Thomas Absolem McCabe † (1964 - 1969 dimesso)
- John Aloysius Morgan † (29 maggio 1969 - 2 gennaio 1985 ritirato)
- Geoffrey Francis Mayne † (2 gennaio 1985 - 16 luglio 2003 ritirato)
- Maxwell Leroy Davis (16 luglio 2003 - 24 maggio 2021 ritirato)
  - Sede vacante (dal 2021)
  - Christopher Charles Prowse,[1] dal 24 maggio 2021 (amministratore apostolico)

## Statistiche
| anno | presbiteri | presbiteri | presbiteri | diaconi | religiosi | religiosi | parrocchie |
| anno | totale     | secolari   | regolari   | diaconi | uomini    | donne     | parrocchie |
| ---- | ---------- | ---------- | ---------- | ------- | --------- | --------- | ---------- |
| 1980 | 88         |            |            |         |           |           |            |
| 1990 | 78         |            |            |         |           |           |            |
| 1999 | 28         | 26         | 2          | 4       | 2         |           |            |
| 2000 | 63         | 61         | 2          | 4       | 2         |           |            |
| 2001 | 61         | 60         | 1          | 4       | 1         |           |            |
| 2002 | 3          | 3          |            | 4       |           |           |            |
| 2003 | 19         | 19         |            | 4       |           |           |            |
| 2004 | 23         | 22         | 1          | 4       | 1         |           |            |
| 2013 | 12         | 11         | 1          | 4       | 1         |           | 29         |
| 2016 | 11         | 10         | 1          | 4       | 1         |           | 29         |
| 2019 | 9          | 8          | 1          | 4       | 1         |           | 29         |
| 2021 | 10         | 9          | 1          | 6       | 1         |           | 28         |
| 2023 | 9          | 8          | 1          | 6       | 1         |           | 28         |